# Platon Ier de Moscou
Platon Ier (né Pavel Malinovski, russe : Павел Малиновский; Décès 1754) fut métropolite de Moscou de 1748 à 1754.